# 地蔵川 (春日井市)

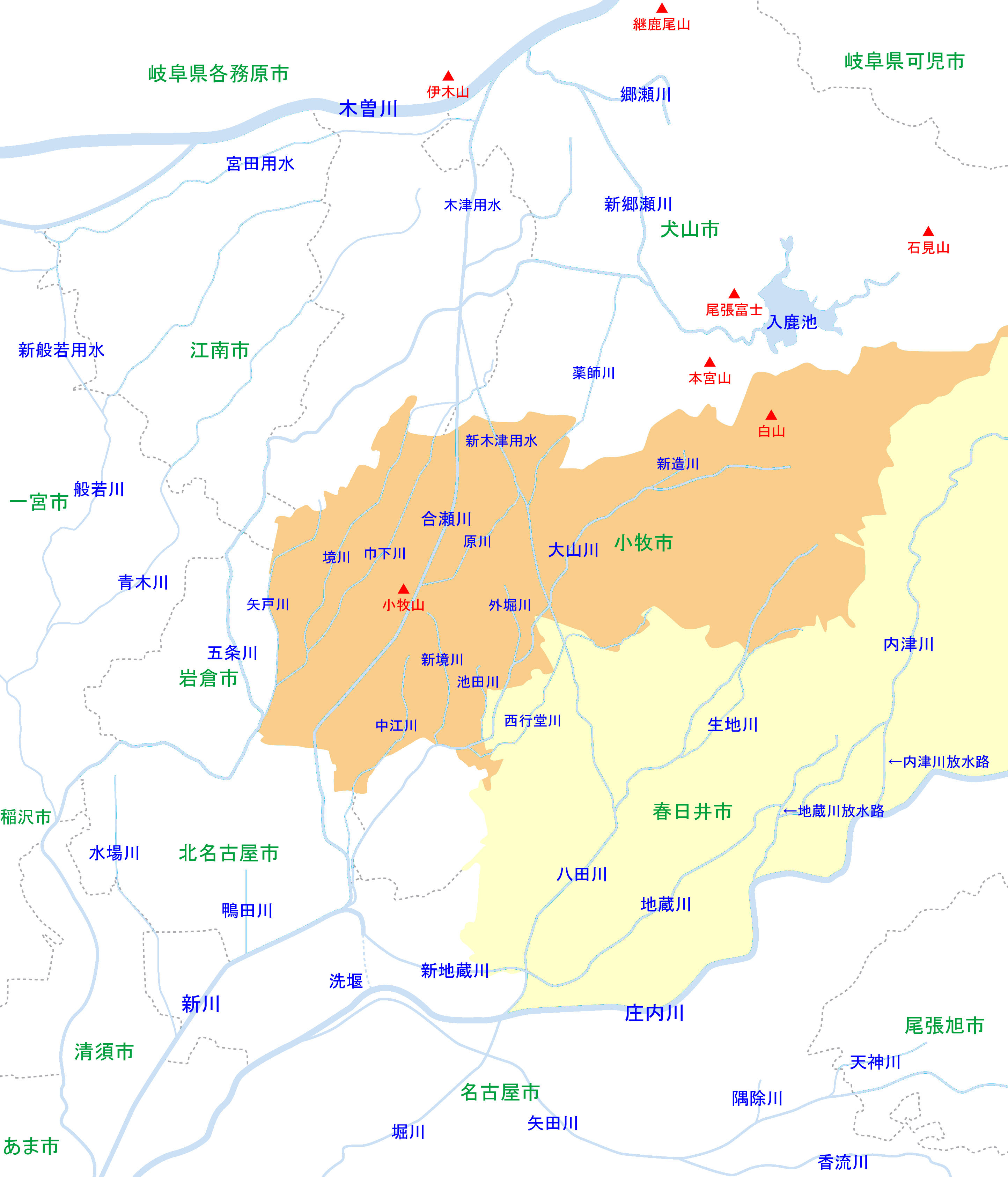
小牧市・春日井市周辺河川の位置関係図

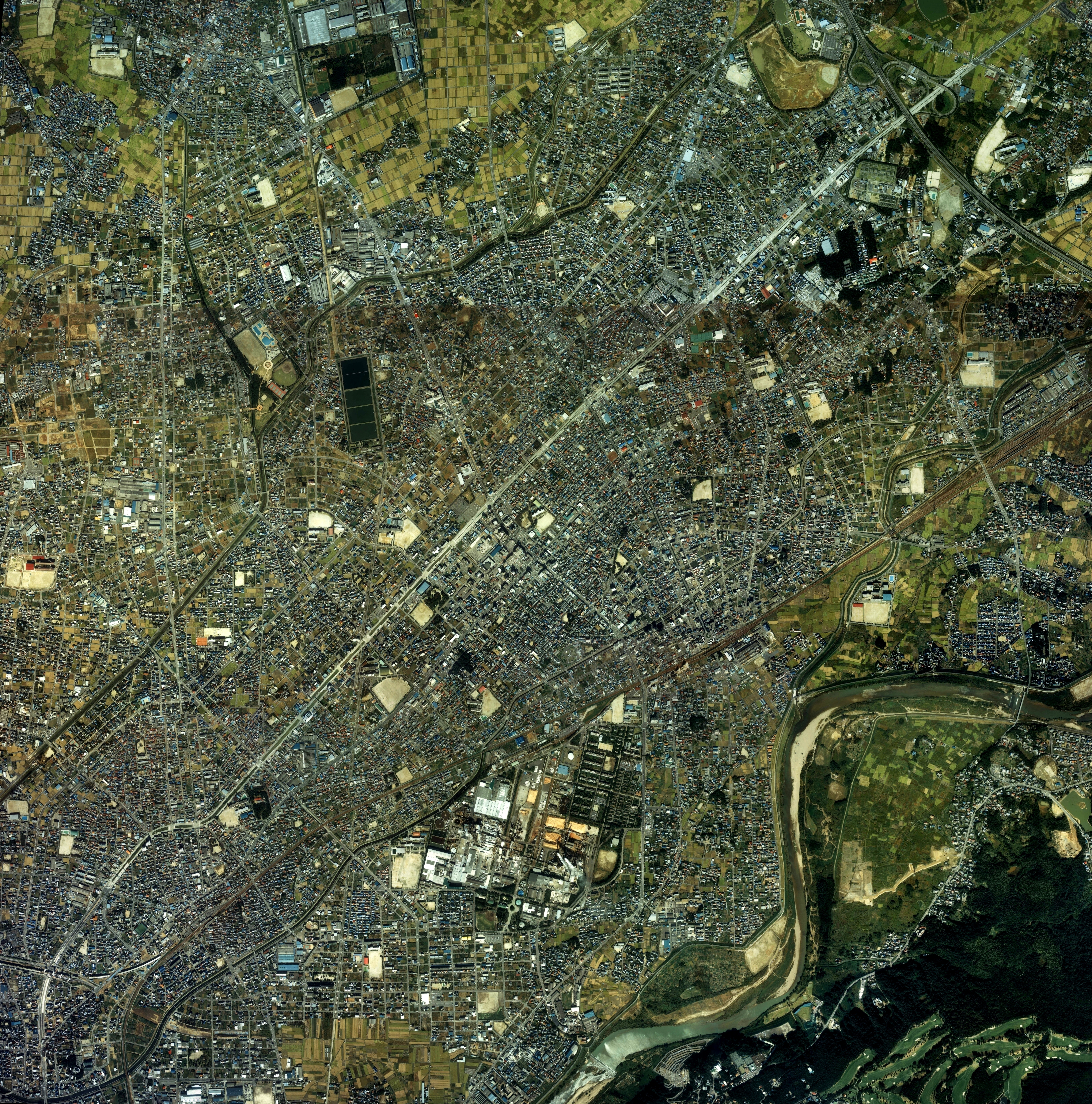
愛知県春日井市を流れる地蔵川
1987年度（昭和62年度）に撮影された

地蔵川（じぞうがわ）は、庄内川水系の一級河川。愛知県春日井市を流れる。

## 地理
愛知県春日井市金ヶ口地先に端を発し、春日井市林島町付近で地蔵川放水路（河川延長0.25km）によって一部の水を内津川へと放水し、残りは春日井市街地の南側を南西に流れる。地蔵川の水はそのまま新地蔵川へと流れるが、地蔵川と新地蔵川の境界は資料によっても異なるため判然としない（新地蔵川#地理を参照）。いずれにせよ地蔵川と新地蔵川は、河川管理上は別の河川として扱われている。
なお、新地蔵川は新川へと合流するが、国土交通省中部地方整備局の『河川コード台帳』では地蔵川を後述する改修工事前のまま「庄内川の支流」として掲載し、改修工事で開削された新地蔵川を「地蔵川の支流」として掲載している。

## 歴史
地蔵川と新地蔵川は昭和の中ごろの改修工事によって現在の河道へと改修されるが、それ以前の地蔵川は八田川の少し上流側で庄内川へと合流していた。庄内川本川の水位が上昇すると地蔵川の排水も困難となり、合流点付近の低平地で内水湛水が生じていた。
それに加えて昭和に入ると、旧鳥居松工廠の跡地に王子製紙春日井工場の開業にあたり、排出される汚水が庄内川に流れ、下流の漁業従事者から再三苦情が出された。これらの状況から改修工事が検討され、1941年（昭和16年）までに用地買収も進んでいたが、太平洋戦争に伴う影響により工事が開始されないままとなっていた。
1942年（昭和17年）から国の直轄工事として庄内川右岸に沿う水路の開削が始まるが、1950年（昭和25年）に事業が愛知県に引き継がれると計画が見直される。1952年（昭和27年）に庄内川本川から離れて新川へと至る現在の内容に変更され、1952年（昭和27年）から1955年（昭和30年）にかけて上流部の築堤・護岸工事が行われた。1957年（昭和32年）から5キロメートルを開削して道中で5連の伏せ越しによって八田川をくぐる「新地蔵川」の工事に着手され、1968年（昭和43年）に完成した。
2009年（平成21年）には、地蔵川・新地蔵川の洪水被害の軽減を目的とした地蔵川放水路が整備された。
2011年（平成23年）9月の台風15号に伴う豪雨では、八田川との交差部付近で八田川の越水および破堤・地蔵川の溢水によって約100万戸に被害が及ぶ洪水となった。これを受けて交差部で改修工事が行われ、八田川の拡幅および堤防のかさ上げによって流下能力の向上が図られ、同時に地蔵川から八田川への排水ポンプ場を設置することで地蔵川の溢水被害の低減が図られた。